# Telmatobius achachila
Telmatobius achachila — викопний вид жаб сучасної родини андійських свистунів (Telmatobiidae), що існував в міоцені у Південній Америці.

## Скам'янілості
Скам'янілий частковий скелет жаби виявлений у міоценових відкладеннях поблизу села Ачірі у департаменті Ла-Пас на заході Болівії. Типове місцезнаходження лежить на висоті 3960 м над рівнем моря. Цей скелет, який приписують дорослій особині чоловічої статі, є першою задокументованою скам'янілістю сучасного роду Telmatobius, ендемічного для Анд та Альтиплано.

## Філогенетика
Філогенетичний аналіз підтверджує, що новий вид є частиною коронної групи, і обидва розходяться пізніше, ніж Telmatobius verrucosus і раніше, ніж групи Telmatobius bolivianus, Telmatobius marmoratus і Telmatobius macrostomus. У поєднанні з точним стратиграфічним походженням і віком це філогенетичне положення забезпечує відповідну точку калібрування для визначення часу еволюційної історії цих високогірних, переважно водних жаб. Скелет T. achachila вказує на те, що кілька остеологічних особливостей існуючих Telmatobius були набуті вже в бл. 12 млн років, включаючи деякі, які можуть бути пов'язані з їхнім водним способом життя.